# Kreßberg
Kreßberg – miejscowość i gmina w Niemczech, w kraju związkowym Badenia-Wirtembergia, w rejencji Stuttgart, w regionie Heilbronn-Franken, w powiecie Schwäbisch Hall, wchodzi w skład związku gmin Fichtenau. Leży ok. 30 km na wschód od Schwäbisch Hall, graniczy z Bawarią.

## Dzielnice
Gmina dzieli się na 33 dzielnice. Są to: Asbach, Bergbronn, Bergertshofen, Bräunersberg, Gaisbühl, Halden, Haselhof, Hohenberg, Hohenkreßberg, Leukershausen, Mariäkappel, Marktlustenau, Mistlau, Neuhaus, Oberstelzhausen, Riegelbach, Rotmühle, Rötsweiler, Rudolfsberg, Ruppersbach, Schönbronn, Schönmühle, Schwarzenhorb, Selgenstadt, Sixenhof, Stegenhof, Tempelhof, Unterstelzhausen, Vehlenberg, Vötschenhof, Waidmannsberg, Waldtann i Wüstenau.